# Nebanice
Nebanice (deutsch Nebanitz) ist eine Gemeinde im Okres Cheb in Tschechien. Sie liegt neun Kilometer nordöstlich von Cheb.

## Geographie

### Geographische Lage
Nebanice befindet sich im Osten des Egerbeckens linksseitig der Eger unterhalb der Einmündung des Fleißenbaches (Plesná) und des Soosbaches (Sázek).

### Gemeindegliederung
Die Gemeinde Nebanice besteht aus den Ortsteilen Hartoušov (Hartessenreuth) und Nebanice (Nebanitz). Grundsiedlungseinheiten sind Hartoušov, Hněvín (Knöba), Nebanice und Vrbová (Förba).
Das Gemeindegebiet gliedert sich in die Katastralbezirke Hartoušov, Hněvín, Nebanice und Vrbová.

### Nachbargemeinden
Nachbarorte sind Hartoušov und Hajský Mlýn im Norden, Kaceřov und Horní Pochlovice im Nordosten, Chotíkov und Mostov im Osten, Hlínová im Südosten, Odrava und Obilná im Süden, Loužek, Potočiště und Chvoječná im Südwesten, Vokov, Třídvoří und Vrbová im Westen sowie Lesina und Hněvín im Nordwesten.

## Geschichte

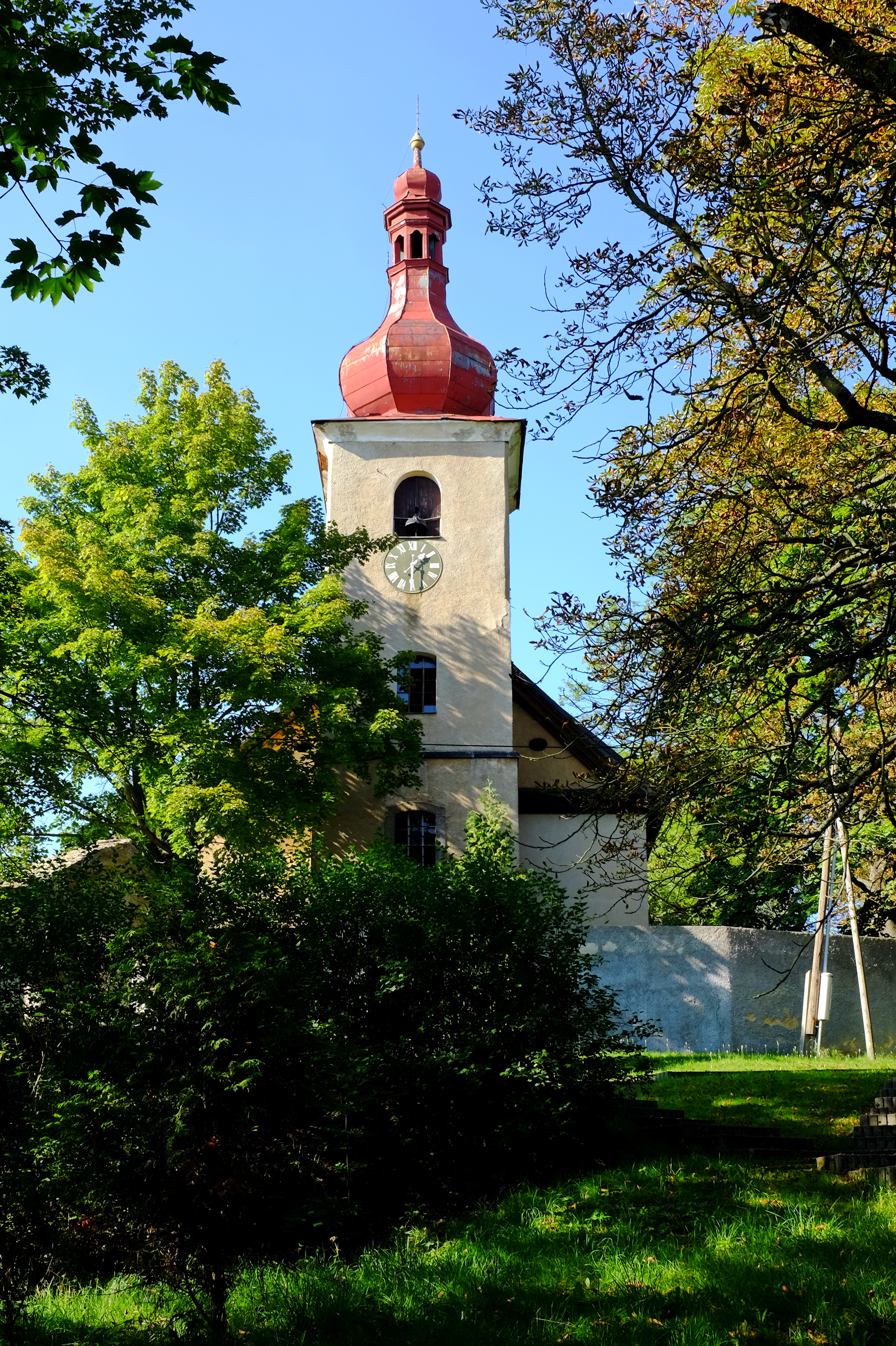
St.-Oswald-Kirche

Das ursprünglich an einem Mäander der Eger angelegte Dorf Nebasnicz ist 1322 auf der Liste des an Böhmen verpfändeten Egerlandes angeführt. Es war ein der Burg Eger gehöriges Reichslehen sowie ein Lehen des Adelsgeschlechts Nothaft. 1391 kam es in den Besitz der Egerer Patrizierfamilie Juncker von Oberkunreuth. Seit dieser Zeit bestand im Dorf eine Kapelle. 1469 wurde das Dorf niedergebrannt und wiederaufgebaut.
Nach dem Klauensteuerbuch des Jahres 1392 sind damals folgende Namen der Bauern im Dorf Nebasnicz überliefert: Perner, Vischer, Grassant, Heinrich, Lohel, Müllner, Sorgel (Sorgeler, Surgel), Twerenbach und Unfryde. Das Musterungsbuch der Egerländer Bauern 1395 bringt die Namen kriegsdienstpflichtiger Männer. Dem Urgichtenbuch aus den Jahren 1543–1579 kann entnommen werden, dass Diebstahl und Raub zu dieser Zeit stark überhandgenommen haben und Folterwerkzeuge beim Befragen angewendet wurden.
Seit dem Ende des 14. Jahrhunderts bestand in Nebanitz eine Veste, die während des Bayerischen Krieges 1462 durch Friedrich von Schönburg zerstört wurde. Sie lag vermutlich südlich des Dorfes auf einer Insel zwischen der Eger und dem Mühlgraben der Nebanitzer Wassermühle. 1521 verkauften die Juncker in Oberkunreuth Nebanitz mit der zugehörigen Herrschaft an den Egerer Patrizier Christoph Werndl von Lehenstein. Danach wechselten bis ins 18. Jahrhundert die Besitzer häufig. Längere Zeit gehörten Dorf und Herrschaft der Reichsstadt Eger bzw. der Egerer Familie Mühlbach.
Wie das Egerland war auch Nebanitz von 1566 bis 1627 evangelisch-lutherischen Glaubens. In dieser Zeit bestand bereits eine Schule für die Dorfkinder. Noch während des Dreißigjährigen Krieges erfolgte 1627 die Rekatholisierung. Die Kirche wurde eine Filiale der Pfarre in Frauenreuth (Kopanina). Ab 1661 war sie der Egerer Pfarrkirche St. Niklas zugeordnet und 1711 wurde sie selbständige Pfarrei, wobei zum Pfarrsprengel die Dörfer Au (Loužek), Dreihöf (Třídvoří), Dürnbach (Potočiště), Förba (Vrbová), Gahmühl (Hajský Mlýn), Knöba (Hněvín), Kornau (Obilná) und Wogau (Vokov) gehörten. 1721 entstand ein neues Pfarrhaus. 1722 kam zur Pfarre Nebanitz noch die Kirche in Mühlessen als Filialkirche hinzu. 1725 errichteten die Jesuiten eine Dorfschule. 1726 begann der Neubau der barocken St.-Oswald-Kirche. Durch Heirat mit Marie Justina von Mühlbach erwarb Christoph Ernst von Bigatto im 18. Jahrhundert Nebanitz. Die Bigatto errichteten im westlichen Teil des Vorwerks ein einstöckiges Barockschlösschen. 1841 wurde anstelle des hölzernen Pfarrhauses ein Neubau errichtet. 1845 hatte Nebanitz 111 Einwohner und bestand aus 26 Häusern. 
Bis zur Aufhebung der Patrimonialherrschaft 1848 gehörten von den 25 Anwesen des Ortes 24 der Stadt Eger, eines (Nr. 23) den Kreuzherren. Ab 1850 bildete Nebanitz/Nebanice mit den Ortsteilen Förba, Hartessenreuth und Knöba eine Gemeinde im Gerichtsbezirk Eger, der bis 1918 zum Bezirk Eger gehörte. 1867 richtete ein Hochwasser Schäden an. Mit der Inbetriebnahme der Eisenbahnverbindung von Karlsbad nach Eger durch die Buschtěhrader Eisenbahngesellschaft erhielt Nebanitz 1870 einen Bahnanschluss. Seit der Begradigung des Mäanders im Zuge einer Flussregulierung der Eger liegt Nebanitz 500 Meter nördlich des neuen Flussbettes. 1891 wurde ein neues Schulhaus für 22.000 Österreichische Kronen gebaut. 1898 wurde eine 65 Meter lange und fünf Meter breite Brücke über die Eger errichtet, über welche die Bezirksstraße führt.
1930 lebten in der Gemeinde Nebanice 430 Einwohner. Nach dem Münchner Abkommen 1938 wurde Nebanitz von deutschen Truppen besetzt und gehörte bis 1945 zum Landkreis Eger im Reichsgau Sudetenland. 1939 hatte Nebanitz 380 meist deutschsprachige Einwohner. Nach Ende des Zweiten Weltkriegs fiel Nebanice an die Tschechoslowakei zurück. Fast die gesamte deutsche Bevölkerung wurde vertrieben, danach wurde ein Teil der Häuser dem Verfall überlassen. Der Friedhof mit deutschen Grabsteinen und drei Gedenktafeln für die Toten des Ersten Weltkriegs am Sockel des Friedhofskreuzes blieben erhalten. Nach der Machtübernahme durch die Kommunisten 1948 begannen zwei Landwirtschaftliche Produktionsgenossenschaften (Jednotné zemědělské družstvo) mit der Bewirtschaftung der Felder. 1977 wurde das verfallene Schlösschen abgerissen. 1980 verloren Hněvín und Vrbová den Status von Ortsteilen. 1976 erfolgte die Eingemeindung der Ortschaften Dobroše, Hlínová, Lipoltov, Mostov, Obilná, Odrava, Tuřany und Trpěš. 1990 bildeten Odrava (mit Dobroše, Hlínová und Obilná) sowie Tuřany (mit Lipoltov und Trpěš) wieder eigene Gemeinden. Nebanice ist heute Austragungsort verschiedener Dressurreitturniere. Im Jahre 2008 fand in Nebanice eine Meisterschaft der Gespanne statt.

## Kultur und Sehenswürdigkeiten
- Barocke Kirche St. Oswald, erbaut 1716 anstelle eines gotischen Vorgängerbaus. Der Akanthus-Altar ist ein Werk von Karl Stilp.
- Schloss Mostov, östlich des Ortes
- Sauerbrunnen Anita, östlich des Dorfes an der Eger
- Mofette Bublák am Fleißenbach nordwestlich von Hartoušov
- Unvollendetes Teilstück der Sudetenautobahn mit Damm zur Überführung über den Fleißenbach zwischen Hartoušov und Vackovec

## Wirtschaft
Die Gemeinde ist ein Zentrum der Pferdezucht mit Spezialisierung auf die Kladruber Pferderasse.

## Söhne und Töchter der Gemeinde
- Johann Fischer (1742–1793), Baumeister von Egerländer Fachwerkbauten